# Niko Kavadas
Nikolos Siade Kavadas (South Bend, Indiana, 27 de octubre de 1998), más conocido como Niko Kavadas, es un jugador profesional estadounidense de béisbol que se desempeña en la posición de primera base en Los Angeles Angels, equipo de las Grandes Ligas de Béisbol (MLB).

## Carrera
En 2024, Kavadas hizo su debut en la MLB con el equipo Los Angeles Angels, donde lleva jugando una temporada.